# Adil Saasaa
Adil Saasaa (arab. ‏عادل صعصع‎, ur. 1 grudnia 1981 w Al-Dżadidzie) – marokański piłkarz, grający jako prawy obrońca. Przez całą karierę związany z Difaâ El Jadida. Jednokrotny reprezentant Maroka. 

## Kariera klubowa
Urodził się w Al-Dżadidzie. W roku 2000, dołączył do lokalnego klubu Difaâ El Jadida. Został włączony do kadry pierwszego zespołu w roku 2007. W klubie rozegrał 125 ligowych meczów, w których strzeli 3 gole.
W sezonie 2015/2016 doznał kontuzji, przez którą pauzował cały sezon. Z początkiem roku 2016 nie został zgłoszony do rozgrywek, mimo obowiązującej umowy, z czym nie mógł się pogodzić. Piłkarza popierała również Królewska Marokańska Federacja Piłki Nożnej. 31 stycznia 2016 ogłosił koniec piłkarskiej kariery.

## Kariera reprezentacyjna
W styczniu 2014, selekcjoner Hassan Benabicha, powołał go do pierwszej reprezentacji Maroka na Mistrzostwa Narodów Afryki 2014. Zadebiutował w kadrze 16 stycznia 2014, w zremisowanym 1:1 meczu z Burkina Faso

## Sukcesy

### Klubowe
Difaâ El Jadida
- Zdobywca Pucharu Maroka: 2012/2013